# Zitterspinnen

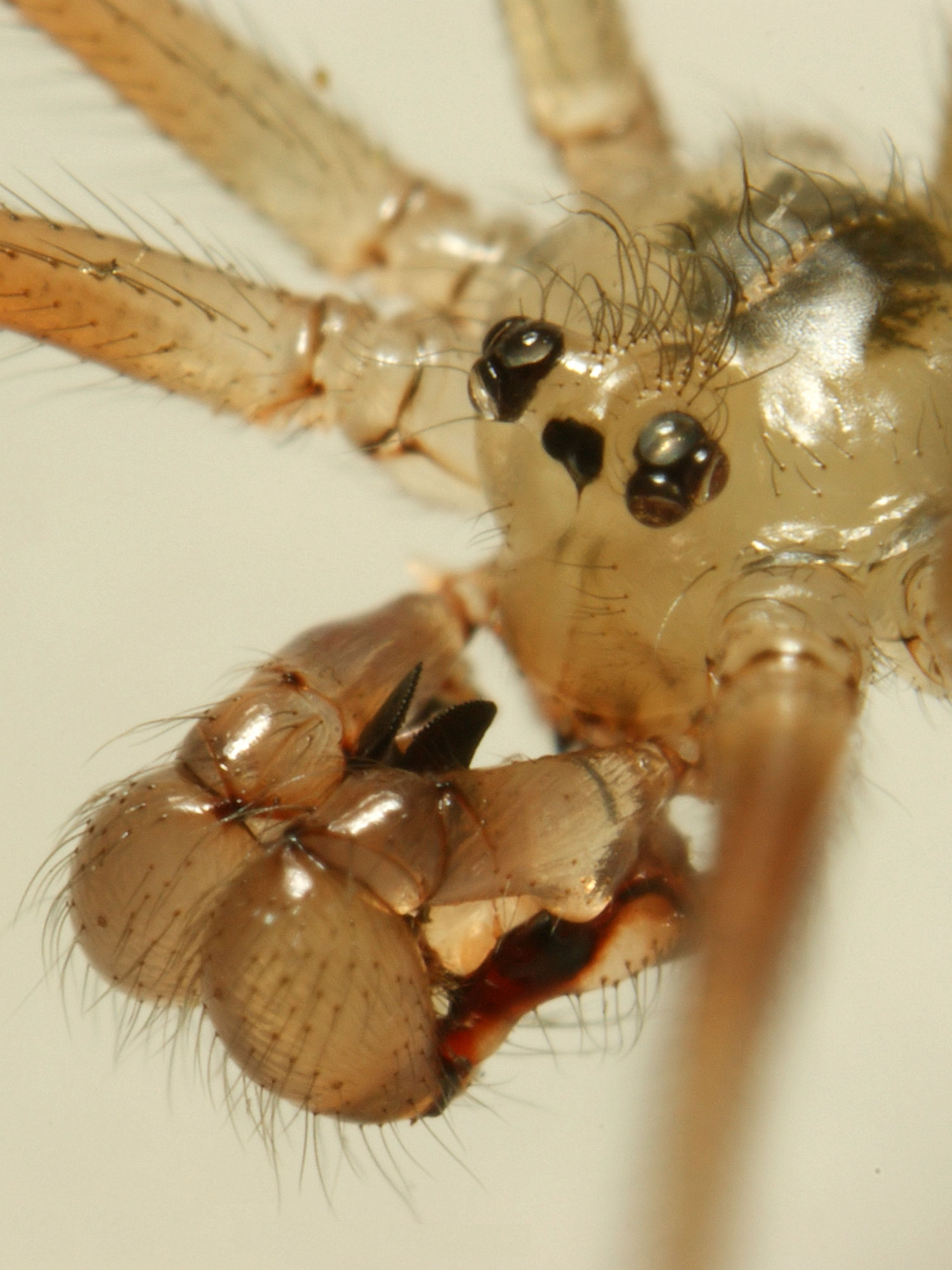
Portrait einer Zitterspinne, Männchen

Zitterspinnen (Pholcidae) sind eine Familie der Echten Webspinnen und umfassten 2016 insgesamt 80 Gattungen mit 1506 Arten.
Zitterspinnen werden aufgrund einiger Ähnlichkeiten, vor allem wegen der im Verhältnis zum Körper sehr langen Beine, manchmal mit Weberknechten (Opiliones) verwechselt.

## Verbreitung und Gattungen in Europa
Zitterspinnen sind mit Ausnahme der Antarktis und einigen Inseln weltweit verbreitet, die meisten Arten besiedeln aber die Primärwälder der tropischen und subtropischen Regionen. Einige Vertreter finden sich zudem in Höhlen und felsigen Umgebungen.
In Deutschland, Österreich und der Schweiz sind bislang vier Gattungen mit fünf Arten nachgewiesen; jedoch ist ihre Verbreitung unübersichtlich und benachbarte Zonobiome sind wesentlich artenreicher. Die im deutschsprachigen Raum heimischen Zitterspinnen sind aus dem östlichen Mittelmeerraum eingewandert. In küstennahen Bereichen Europas fehlen sie fast vollständig; in Belgien werden sie durch pantropische Arten ersetzt und in West- und Südeuropa von Zitterspinnen des westlichen Mittelmeerraumes abgelöst.
Die folgenden Gattungen kommen in Europa vor:
- Artema (Belgien)
- Holocnemus (Mittelmeerraum, bis nach Österreich eingewandert)
- Micropholcus (Belgien)
- Pholcus (zwei Arten in Europa, in Mitteleuropa in Häusern, Höhlen, Kellern etc.)
- Psilochorus (Subtropen Amerikas, in Europa in Gewächshäusern und Kellern)
- Spermophora (ostmediterran, eingewandert in Österreich, Schweiz)
- Spermophorides (drei Vertreter in Spanien und Frankreich)

## Beschreibung
Es handelt sich um sehr kleine bis mittelgroße Spinnen (bis ca. 10 mm) mit extrem langen und zierlichen Beinen (bis ca. 50 mm). Die Färbung besteht meist aus unauffälligen Grau- oder Gelbtönen, teilweise mit dunklen Zeichnungen und ist bis auf wenige Ausnahmen konturlos.
Zitterspinnen weben unregelmäßige und diffuse Raumnetze dreidimensionaler Ausdehnung und von beträchtlicher Größe, durch die sie sich geschickt fortbewegen und die sie in die Lage versetzen, auch wesentlich größere Tiere zu überwältigen.
Die Seide der ecribellaten Zitterspinnen ist bis auf wenige Ausnahmen trocken (leimfrei), extrem dehnbar und wollartig aufgekräuselt. Dadurch wird es Beutetieren meist unmöglich, sich zu befreien. Fluchtreaktionen führen nur zu noch stärkerer Verstrickung. Ein Netz wird ständig weitergebaut und kann sich auch mit denen von Artgenossen überschneiden, z. B. bei der Großen Zitterspinne. Sie ist in Mitteleuropa fast ausschließlich in Gebäuden anzutreffen, bevorzugt in geringer Höhe, daher vor allem in Kellern. Die anderen heimischen Vertreter der Familie bevorzugen mehr oder weniger geschützte Stellen, Baumhöhlen und Gesteinshöhlen des Freilandes. Zitterspinnen sind überwiegend nachtaktiv.
Das im deutschen Sprachraum namensgebende Verhalten der Gattung Pholcus, bei Gefahr im Netz zu zittern, zeigen nicht alle Arten, und selbst bei diesen ist es häufig nur bei Jungtieren zu beobachten. Das Zittern ist ein schnelles Hin- und Herschwingen, durch das die Konturen der Spinne verschwimmen, um einen Angreifer zu verwirren.
Ein gutes Unterscheidungsmerkmal der Zitterspinnen von anderen Familien ist der Aufbau ihrer Cheliceren, bei denen ventral ein winziger Stachel ausgebildet ist und dem Apparat eine pinzettenartige Funktion erleichtert. Neben den Zitterspinnen findet sich diese Form der Kieferklaue nur noch bei den Sechsäugigen Sandspinnen (Sicariidae) und den Eigentlichen Falltürspinnen (Ctenizidae) sowie in ähnlicher Form bei Pseudoskorpionen und Walzenspinnen. Innerhalb der Zitterspinnen ist die Augenstellung ein Bestimmungsmerkmal bis zur Gattung.

## Systematik
Der World Spider Catalog listet für die Zitterspinnen aktuell 80 Gattungen und 1506 Arten. (Stand: Juni 2016)
- Aetana Huber, 2005
- Anansus Huber, 2007
- Anopsicus Chamberlin & Ivie, 1938
- Artema Walckenaer, 1837
- Aucana Huber, 2000
- Aymaria Huber, 2000
- Belisana Thorell, 1898
- Blancoa Huber, 2000
- Buitinga Huber, 2003
- Calapnita Simon, 1892
- Canaima Huber, 2000
- Carapoia González-Sponga, 1998
- Cenemus Saaristo, 2001
- Chibchea Huber, 2000
- Chichiriviche González-Sponga, 2011
  - Chichiriviche costanero González-Sponga, 2011
- Chisosa Huber, 2000
- Ciboneya Pérez, 2001
- Codazziella González-Sponga, 2005
  - Codazziella pilosa González-Sponga, 2005
- Coryssocnemis Simon, 1893
- Crossopriza Simon, 1893
- Enetea Huber, 2000
  - Enetea apatellata Huber, 2000
- Galapa Huber, 2000
- Gertschiola Brignoli, 1981
- Guaranita Huber, 2000
- Hantu Huber, 2016
- Holocneminus Berland, 1942
- Holocnemus Simon, 1873
  - Holocnemus pluchei (Scopoli, 1763)
- Hoplopholcus Kulczyński, 1908
- Ibotyporanga Mello-Leitão, 1944
- Ixchela Huber, 2000
- Kambiwa Huber, 2000
- Khorata Huber, 2005
- Leptopholcus Simon, 1893
- Litoporus Simon, 1893
- Mecolaesthus Simon, 1893
- Mesabolivar González-Sponga, 1998
- Metagonia Simon, 1893
- Micromerys Bradley, 1877
- Micropholcus Deeleman-Reinhold & Prinsen, 1987
- Modisimus Simon, 1893
- Nerudia Huber, 2000
  - Nerudia atacama Huber, 2000
- Ninetis Simon, 1890
- Nita Huber & El-Hennawy, 2007
  - Nita elsaff Huber & El-Hennawy, 2007
- Nyikoa Huber, 2007
  - Nyikoa limbe Huber, 2007
- Ossinissa Dimitrov & Ribera, 2005
  - Ossinissa justoi (Wunderlich, 1992)
- Otavaloa Huber, 2000
- Panjange Deeleman-Reinhold & Deeleman, 1983
- Papiamenta Huber, 2000
- Paramicromerys Millot, 1946
- Pehrforsskalia Deeleman-Reinhold & van Harten, 2001
- Pholcophora Banks, 1896
- Pholcus Walckenaer, 1805
- Physocyclus Simon, 1893
  - Physocyclus globosus (Taczanowski, 1874)
- Pisaboa Huber, 2000
- Platnicknia Özdikmen & Demir, 2009
- Pomboa Huber, 2000
- Priscula Simon, 1893
- Psilochorus Simon, 1893
- Quamtana Huber, 2003
- Queliceria González-Sponga, 2003
  - Queliceria discrepantis González-Sponga, 2003
- Savarna Huber, 2005
- Sihala Huber, 2011
- Smeringopina Kraus, 1957
- Smeringopus Simon, 1890
- Spermophora Hentz, 1841
- Spermophorides Wunderlich, 1992
- Stenosfemuraia González-Sponga, 1998
- Stygopholcus Absolon & Kratochvíl, 1932
- Systenita Simon, 1893
  - Systenita prasina Simon, 1893
- Tainonia Huber, 2000
- Teuia Huber, 2000
  - Teuia beckeri Huber, 2000
- Tibetia Zhang, Zhu & Song, 2006
  - Tibetia everesti (Hu & Li, 1987)
- Tolteca Huber, 2000
- Trichocyclus Simon, 1908
- Tupigea Huber, 2000
- Uthina Simon, 1893
- Wanniyala Huber & Benjamin, 2005
- Waunana Huber, 2000
- Wugigarra Huber, 2001
- Zatavua Huber, 2003

## Galerie

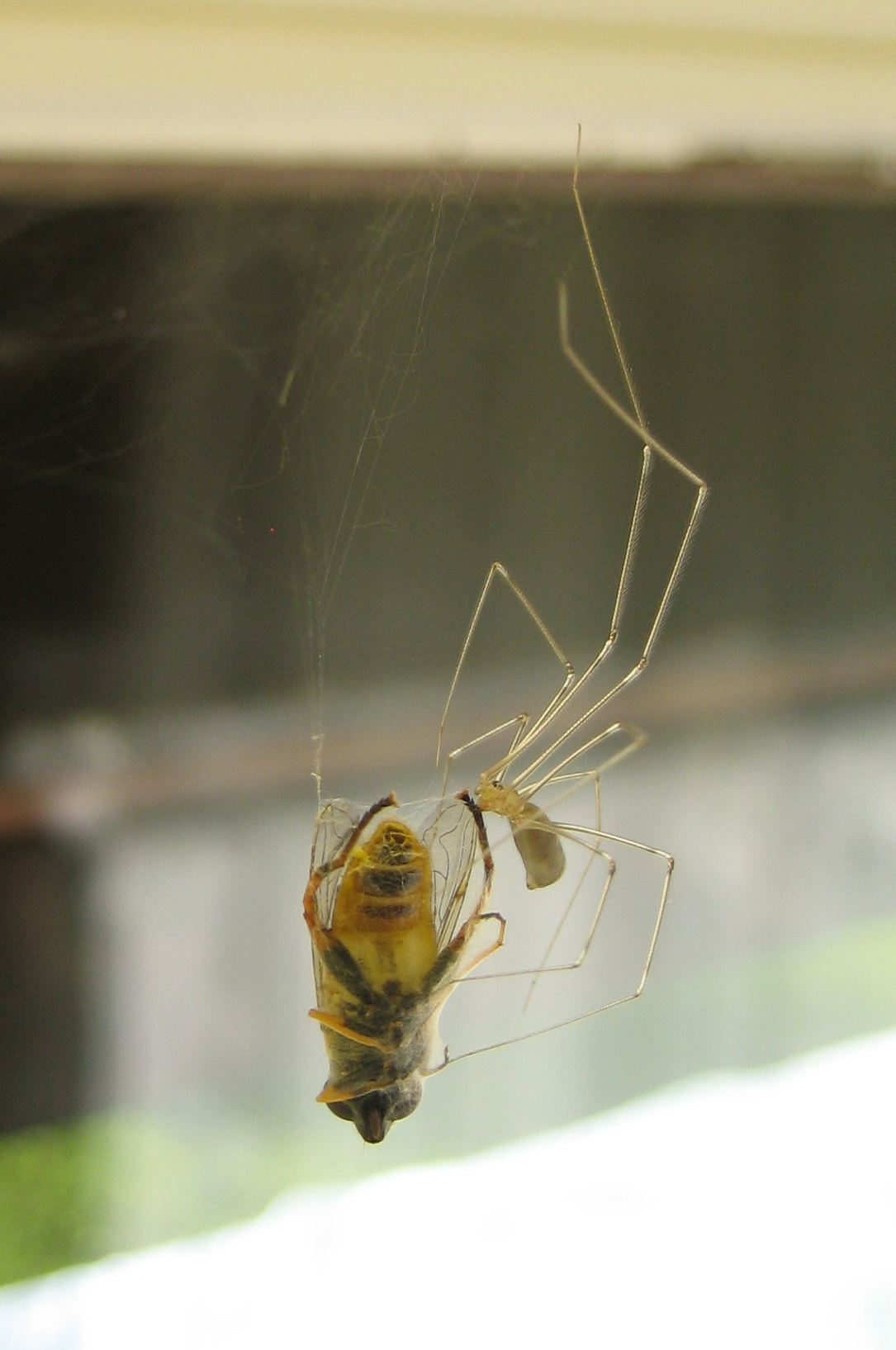
Zitterspinne mit Beute
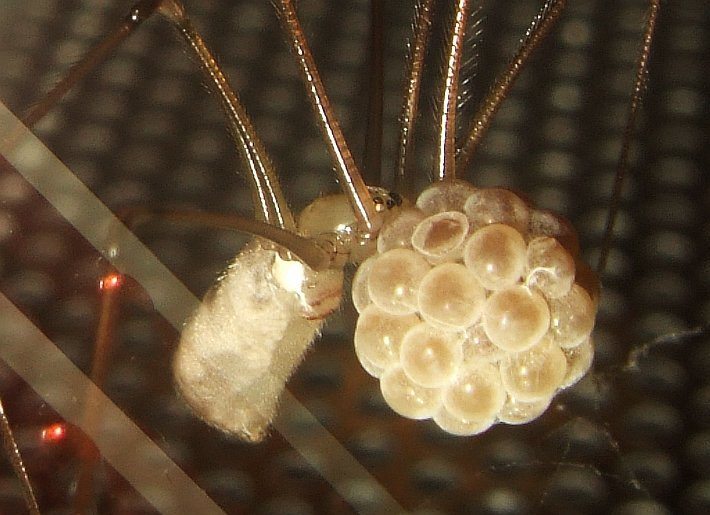
Zitterspinne mit Eiballen bei der Gelegepflege
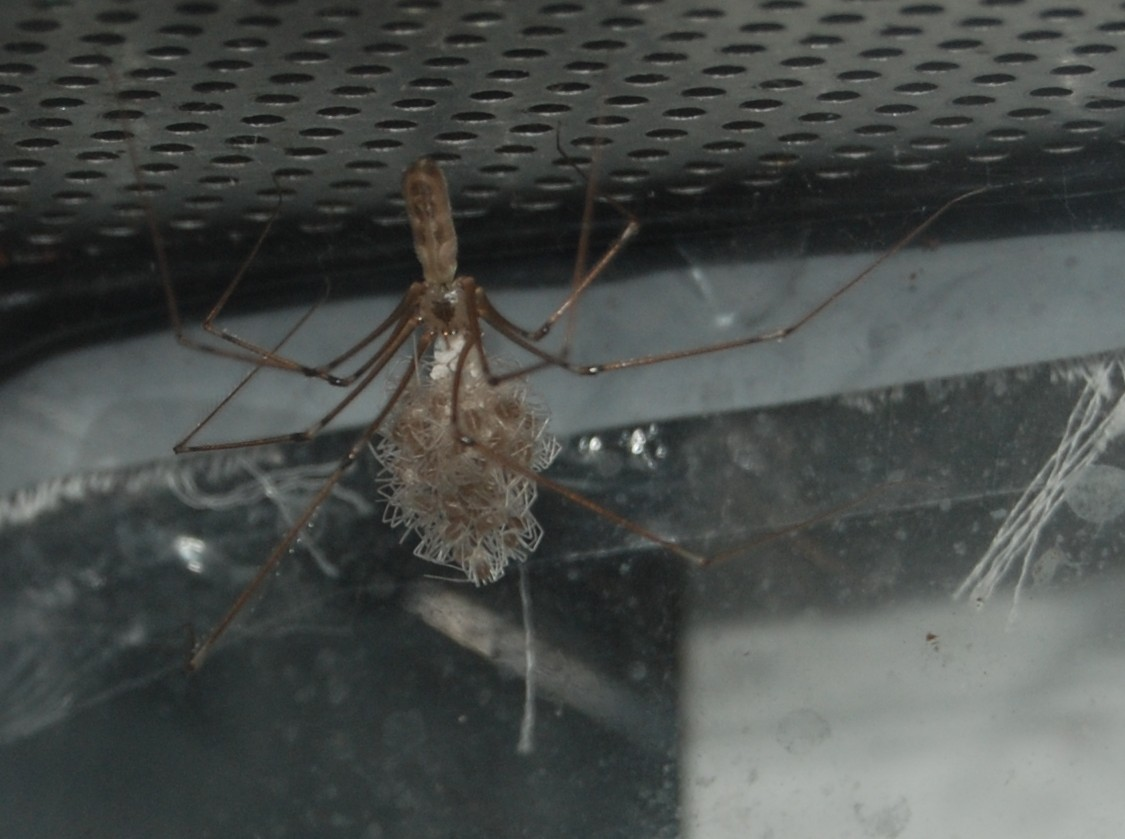
Zitterspinne mit Jungtieren im Knäuel
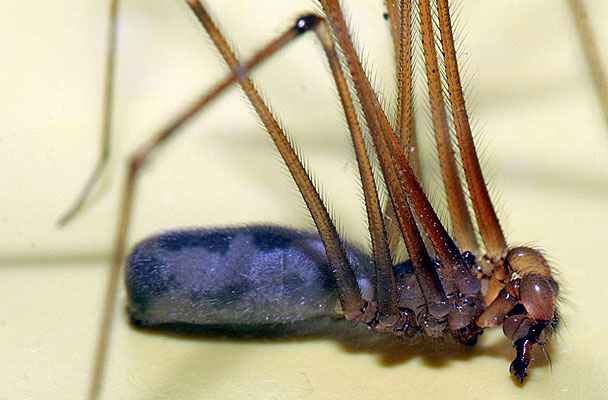
Nahaufnahme einer männlichen Zitterspinne
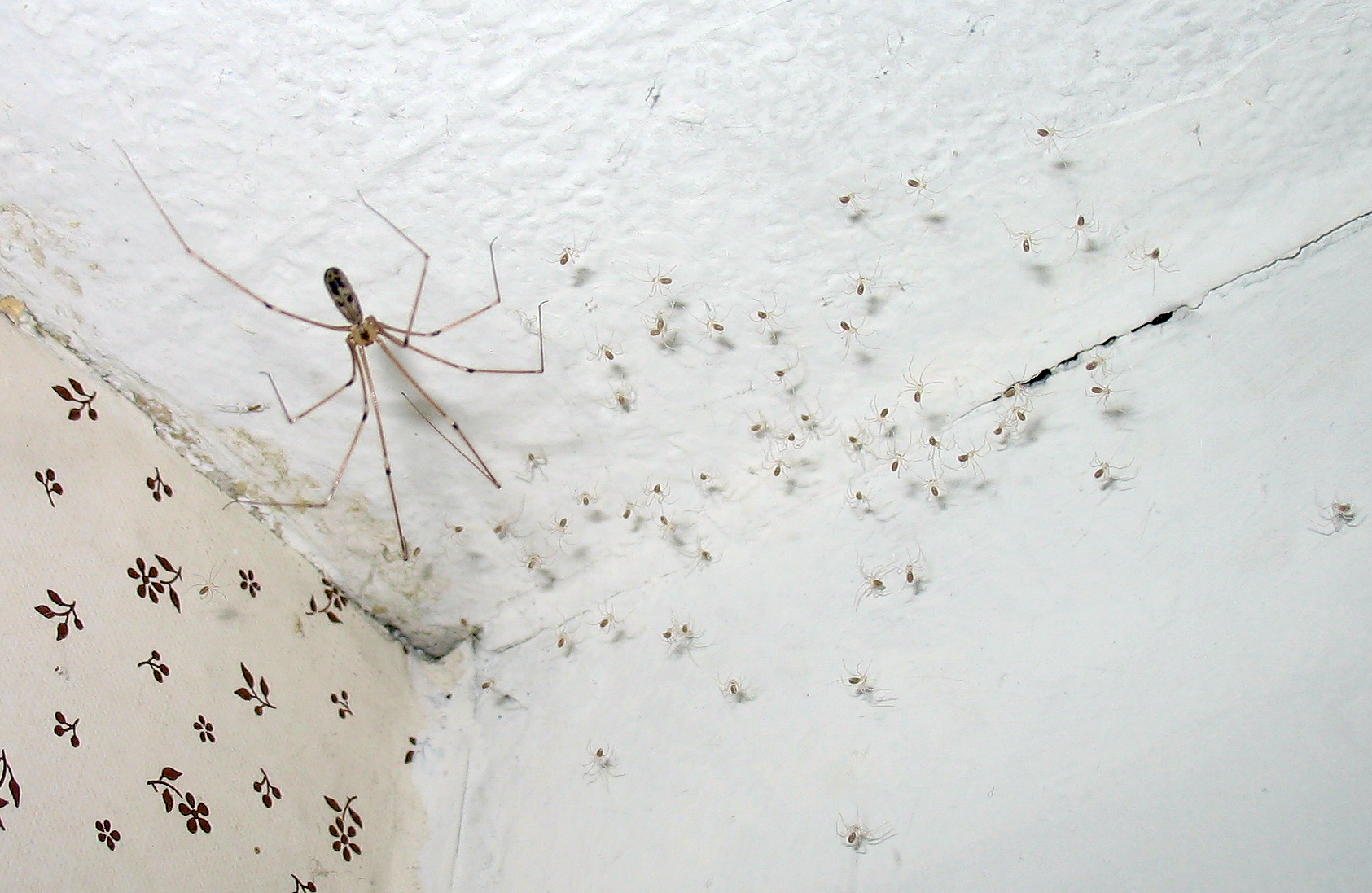
Zitterspinne (Pholcus sp.) mit Jungtieren

- Dieses Video zeigt eine Zitterspinne, die ihr „Zittern“ einsetzt, um unsichtbar zu werden.
- Das Video zeigt eine Zitterspinne beim Einspinnen einer Stubenfliege.